# Carabus massagetus
Carabus (Diocarabus) massagetus – gatunek chrząszcza z rodziny biegaczowatych i podrodziny Carabinae.

## Taksonomia
Gatunek ten został opisany w 1846 roku przez Wiktora Moczulskiego. Lokalizacją typową są góry Ałtaj.

## Opis
Ciało długości od 17 do 21 mm, czarne. Drugi, trzeci i czwarty człon czułków z nasadą rudobrązową. Szczytowa część przedplecza z grubym, rzadkim punktowaniem. Pokrywy jednolicie urzeźbione. Na ich rzeźbę składają się spłaszczone międzyrzędy, z których drugorzędowe i trzeciorzędowe często prawie nieprzerywane punktami, a czwartorzędowe dobrze rozwinięte. Po cztery międzyrzędy mieszczą się między sąsiednimi rzędami dołeczków. Barwa pokryw z reguły ciemnomosiężna z fioletowym, a rzadziej mosiężnym obrzeżeniem boków. Odnóża ciemnosmoliste, z reguły z jaśniejszymi goleniami. Edagus o krótkim i szerokim wierzchołku.

## Występowanie
Biegacz ten ograniczony jest w swych preferencjach siedliskowych do górskiej tajgi. Współwystępuje często z C. loschnikovi, jest jednak bardziej kserofilny. Bywa całkiem pospolity w otwartych, suchych lasach modrzewiowych i mieszanych, modrzewiowo-brzozowych.
Chrząszcz palearktyczny. Zasiedla północną i środkową Mongolię oraz rosyjskie: Buriację, Ałtaj, Sajan Wschodni, Sajan Zachodni, Tuwę, obwód irkucki i Kraj Krasnojarski. Jego zasięg określany jest jako obejmujący region ałtajsko-sajański oraz Cisangarię z rejonu środkowosyberyjskiego i góry Chamar-Daban z rejony transbajkalskiego.

## Systematyka
Opisano dotąd trzy podgatunki tego biegacza:
- Carabus massagetus massagetus Motschulsky, 1846
- Carabus massagetus changayensis Obydov, 2003
- Carabus massagetus sajanicola Deuve, 2010